# Rueda de ferrocarril con núcleo de papel

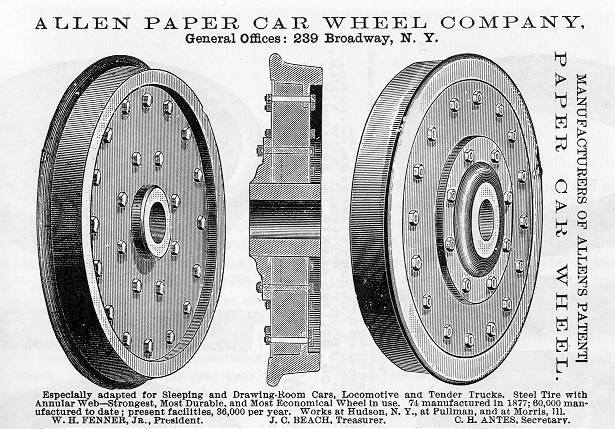
Anuncio de la compañía Allen Paper Car Wheel

Las ruedas de ferrocarril con núcleo de papel eran un tipo de ruedas compuestas empleadas en los coches de pasajeros, que constaban de una llanta de hierro forjado o de acero, atornillada a un eje de hierro rodeado de una capa intermedia de papel laminado y prensado. El núcleo de la rueda estaba hecho de papel comprimido, y se colocaba entre dos tapas metálicas que lo protegían. Su capacidad para amortiguar el ruido generado por la rodadura de las ruedas sobre los rieles se tradujo en una marcha más silenciosa y suave para los pasajeros de los coches restaurante y de los coches cama de la empresa norteamericana Pullman.

## Concepto

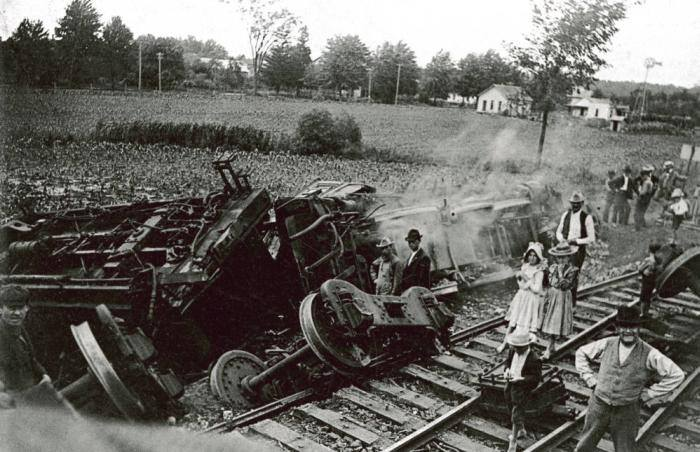
Descarrilamiento de un bogie con ruedas de papel, alrededor de 1895

Las ruedas con interior de papel fueron inventadas por el ingeniero de locomotoras estadounidense Richard N. Allen (1827-1890), quien estableció una compañía con su cuñado en 1867, produciendo papel a partir de la paja de los cereales. Amortiguaban las vibraciones mucho mejor que las ruedas de ferrocarril de hierro fundido convencionales, que transmiten todas las imperfecciones de la vía al coche situado por encima, haciendo que los viajes en tren fuesen ruidosos e incómodos. Fueron especialmente utilizadas en los coches comedor y en los coches cama de la compañía Pullman, aunque ocasionalmente fueron criticadas por causar descarrilamientos. En 1915, la Comisión de Comercio Interestatal, que regulaba los ferrocarriles estadounidenses, declaró que las ruedas de papel no eran seguras, y dejaron de usarse en los vagones de ferrocarril de los Estados Unidos.

## Fabricación
El proceso de construcción implicaba la unión de 200 hojas de papel circulares, de la siguiente manera. Conjuntos de tres hojas circulares se unían para formar un "sándwich" utilizando un pegamento a base de harina. Se formaban más "sándwiches" adicionales y se colocaban unos encima de otros para formar una gran pila de 4 pies (1,2 m) de altura. Esta pila se colocaba en una prensa hidráulica de 650 toneladas durante tres horas. Los discos circulares resultantes se secaban y curaban de seis a ocho semanas, sin dejar humedad en ellos. Después del curado, los discos compuestos se recortaban con un torno del tamaño adecuado, y se perforaban 24 o más orificios para los pernos. Los discos así compuestos formaban el centro de cada rueda, a la que se añadía un cubo de hierro fundido rodeando al eje y la llanta de acero atornillada a placas protectoras metálicas de 6,4 mm (1⁄4 de pulgada) de espesor a cada lado del núcleo de papel. Con los pernos apretados, el núcleo de papel se convertía en una "estructura compuesta sólida, densa y comprimida" que podía soportar el peso de los vagones.

### Estados Unidos

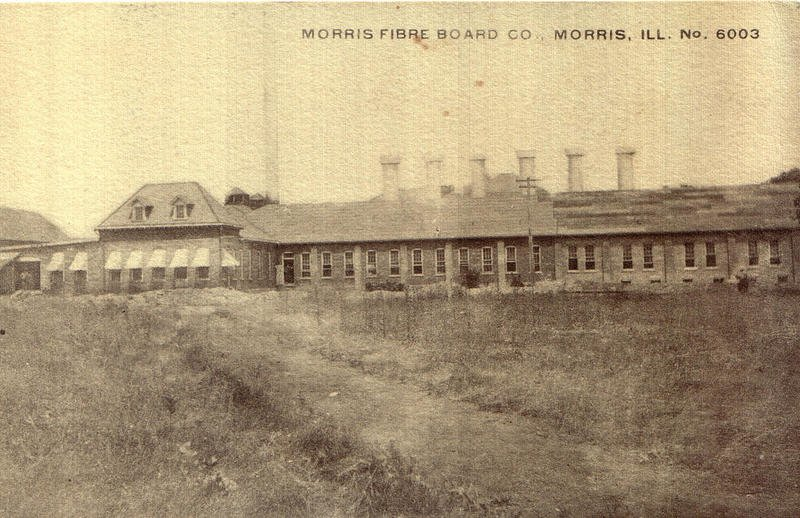
La compañía Morris Fibre Board Co, de Morris, Illinois

La compañía Allen Paper Car Wheel Works se encontraba inicialmente en East North Street en Morris, Illinois, mientras que su oficina general estaba en el número 239  de Broadway, Nueva York. Trabajaba principalmente para la compañía Pullman Palace Car en Chicago, que después de probar y optimizar la rueda, había realizado su primer pedido de 100 ruedas en 1871. Posteriormente, la planta principal se estableció en South Bay en Hudson, Nueva York, en 1873, y finalmente se trasladó al mismo lugar que los talleres de Pullman en Chicago.
En 1881, la compañía Allen Paper Car Wheel Co. disponía de talleres en Nueva York y Chicago, pero mantuvo su planta de procesamiento en Morris. Cada taller empleaba aproximadamente a 80 hombres, y producía más de 24 ruedas por día, de forma que la compañía producía y vendía miles de ruedas cada año. En 1886, la empresa anunció que tenía 60 000 ruedas en servicio. En 1893 había vendido un total de 115 000 unidades. Allen Paper Car Wheel Works funcionó hasta 1890, cuando el negocio se traspasó a John N. Bunnell y se cambió su nombre a American Straw Board Co. Posteriormente, el negocio y la planta fueron arrendados, vendidos y remodelados, siendo operados durante las siguientes dos décadas bajo diferentes nombres, incluyendo Morris Box Board Co. En octubre de 1915, la compañía fue reestructurada e incorporada como Morris Paper Mills. En la década de 1920, la fábrica de papel era uno de los mayores empleadores en Morris, y producía cajas de cartón de diversas formas, tamaños y colores que se enviaban por todo Estados Unidos.

### Reino Unido
La compañía John Brown & Co de Sheffield, Inglaterra, llegó a un acuerdo con el inventor para la fabricación de ruedas de papel en Europa. En octubre de 1875 ya se habían instalado las máquinas necesarias, por lo que se esperaba que la producción comenzara en breve.

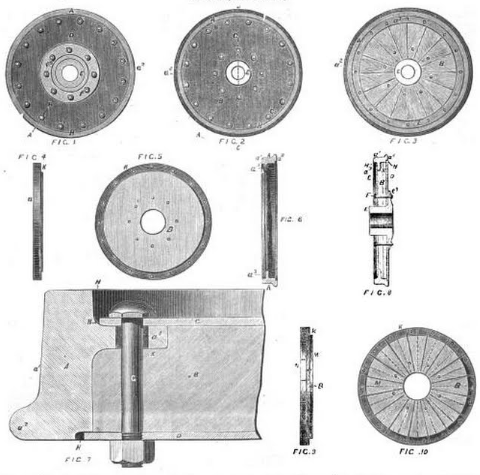
Las ruedas de ferrocarril elásticas de Allen, diseñadas y fabricadas por John Brown & Co en Sheffield

### Alemania
Tal como propusieron el maestro fabricante de máquinas Finckbein en Saarbrücken - St. Johann y el maestro artesano Caesar del Ferrocarril Imperial, la fábrica de cartón prelacado y lacado de Gebrüder Adt en Forbach produjo una pulpa de papel adecuada para ruedas de coches de ferrocarril después de varias pruebas. Con el permiso de la Administración Real de Ferrocarriles de Fráncfort, los juegos de ruedas con discos de papel se fabricaron en el taller ferroviario principal de Saarbrücken y en la fábrica de ruedas de ferrocarril de los hermanos van der Zypen en Deutz. Tales juegos de ruedas con discos de pulpa de papel prestaron servicio regularmente en numerosos coches durante mucho tiempo. Se mantuvieron perfectamente y mostraron una vida útil sin problemas, mientras permitían reducir considerablemente los ruidos molestos generados por la rodadura.
Las ruedas diseñadas en Saarbrücken se construyeron a la manera de las ruedas Mansell de madera, con la llanta de la rueda colocada sobre el disco de papel y el cubo en su interior mediante una fuerte presión hidráulica, mientras que las llantas de las ruedas de papel americanas estaban provistas de un accesorio interno contra el que se presionaba el disco de papel y al que estaban conectadas por pernos. La práctica demostró que las ruedas con un enfoque interno de este tipo, aparentemente debido a la distribución irregular de la masa, tendían a agrietarse desde el interior hacia el exterior, de modo que se perdió la ventaja de reforzar las ruedas y se obtuvo el resultado opuesto. En las ruedas Mansell convencionales con segmentos de madera, la llanta podía deslizar sobre el disco de madera cuando esta se calentaba durante el frenado, de modo que en las ruedas diseñadas en Saarbrücken se colocaron cuatro pasadores de hierro a cada lado entre la llanta y el disco interno, lo que evitó que las llantas girasen sobre el núcleo de la rueda durante el frenado.

## Patentes
- Patente de Estados Unidos Nº 89.908, 11 de mayo de 1869, RN Allen & LW Kimball: patente básica
- Patente de Estados Unidos Nº 128.939, 16 de julio de 1872, Richard N. Allen: construcción mejorada de la rueda
- Patente de los Estados Unidos Nº  RE 7.142, 30 de mayo de 1876, Richard N. Allen: Reedición de 89.908
- Patente de Estados Unidos Nº 182.789, del 3 de octubre de 1876. Richard N. Allen y Albert B. Pullman: Ruedas de coche que conectan el neumático y el cubo con una variedad de materiales "elásticos" distintos del papel.[5]